# Pachycondyla eleonorae
Pachycondyla eleonorae är en myrart som först beskrevs av Auguste-Henri Forel 1921.  Pachycondyla eleonorae ingår i släktet Pachycondyla, och familjen myror. Inga underarter finns listade.